# Adam Lazzara
Adam Burbank Lazzara, född 22 september 1981 i Sheffield, Alabama, är huvudsångaren i det amerikanska rockbandet Taking Back Sunday. Han spelar även gitarr och munspel.
Lazzara flyttade vid sju års ålder till High Point, North Carolina, där han växte upp. Hans första band var Dumford, ett band bildat i mitten av 90-talet i North Carolina. Tjugo år senare, 2001, flyttade han upp från North Carolina för att bo hos bandkompisen Eddie Reyes i New York.  I början spelade han basgitarr i Taking Back Sunday men när sångaren Antonio Longro hoppade av tog han platsen som sångare. Lazzarra, Eddie Reyes och John Nolan började skriva låtar till albumet Tell All Your Friends. Många av låtarna handlar om Adams flickvän under High School.

## Tidigare karriär
Lazzarra sjöng ursprungligen med John Nolan, som nu spelar i Straylight Run. Efter ett gräl mellan dem har han använt en stil i sina texter som liknar gräl mellan vänner.

## Med andra artister
Lazzarra sjöng med Cyndi Lauper i låten "Money Changes Everything" på hennes album The Body Acoustic och är även med i musikvideon.